# Affektion
Affektion  (von lateinisch affectio „Antun, Eindruck“) bezeichnet in der Philosophie eine Einwirkung, insbesondere auf das Empfinden; ansonsten auch „krankhafte Erregung“ und „Entzündung“. Der Begriff ist vom Begriff Affektation zu unterscheiden.
Augustinus führt bei seiner Diskussion der peripatetischen und stoischen Affektenlehre affectio, affectus, perturbatio und passio – nach ihm der passendste Ausdruck – als Synonyme für das griechische πάθος (páthos) an (De civitate dei IX,4; zitiert z. B. bei Thomas von Aquin, Summa theologiae Ia-IIa, 22, 2).
René Descartes verwendete den Begriff, um die Einwirkung der Gegenstände auf die Sinne zu kennzeichnen (Les Passions de l’âme (1649) („Die Leidenschaften der Seele“) II, I).
Bei Immanuel Kant wird ähnlich eine Gegebenheitsweise von Gegenständen für das Gemüt angesprochen. (z. B. Immanuel Kant: AA IV, 33, oder Immanuel Kant: AA VII, 268) Die Dinge an sich affizieren die Sinnlichkeit des Menschen, so dass er sie als Anschauungen erfasst. (KrV B 93) Das Affiziertwerden erfolgt passiv. Der Mensch hat dann die Fähigkeit, aus Affektionen durch seine Spontaneität Vorstellungen zu bilden. (KrV B 522) Selbstaffektion bedeutet das Bewusstsein seiner selbst als empirisches Wesen. (KrV B 157 Anm.)